# 자야 (소설)
《자야(子夜)》는 마오둔의 장편소설이다. 1933년 간행되었다.
무대는 세계 경제공황하의 상하이, 정한(精悍)한 합리주의자인 한 민족자본가의 분투와 그 패배의 과정을 통하여 외국 자본의 침략과 국내의 전란 때문에 요람기에서부터 비뚤어져 좌절되어 가는 민족 공업의 운명을 극명하게 추구하고 있다. 당대 사회의 비판적·전면적 묘사를 지향하는 작가의 눈은 당연히 비극의 희생자가 되는 노동자의 투쟁에도 미쳐서 그 내부의 복잡한 갈등에까지 분석을 가하고 있다. <자야>의 뜻은 한밤중이란 뜻이다. 원제는 《夕阳(석양)》이며, 자(子)는 자시(子時)의 자이다.